# Longitarsus lycopi
Longitarsus lycopi es un coleóptero de la familia Chrysomelidae. Fue descrita científicamente en 1860 por Foudras.